# 蒂爾加滕巴赫河 (哈芬洛爾河支流)

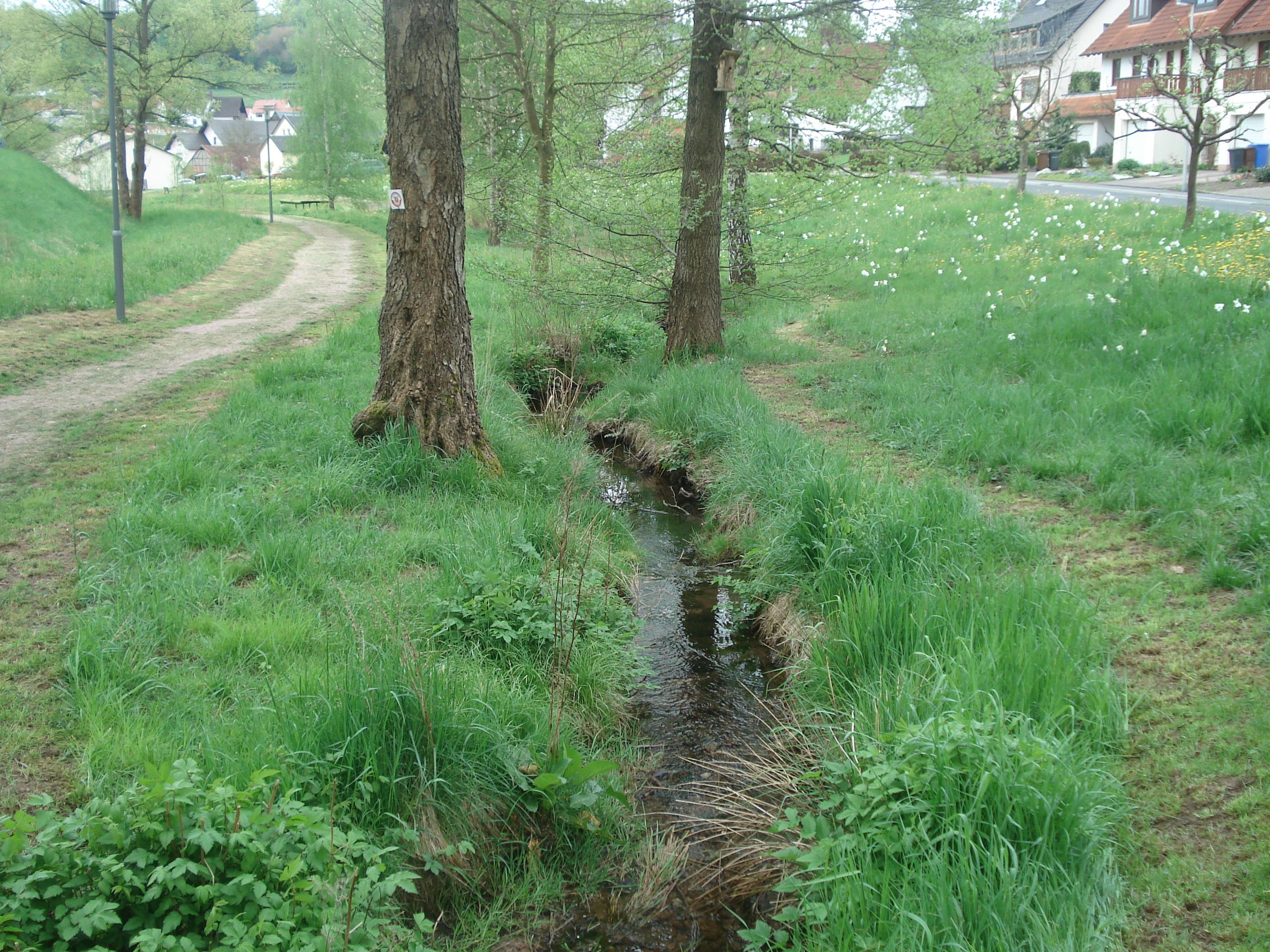

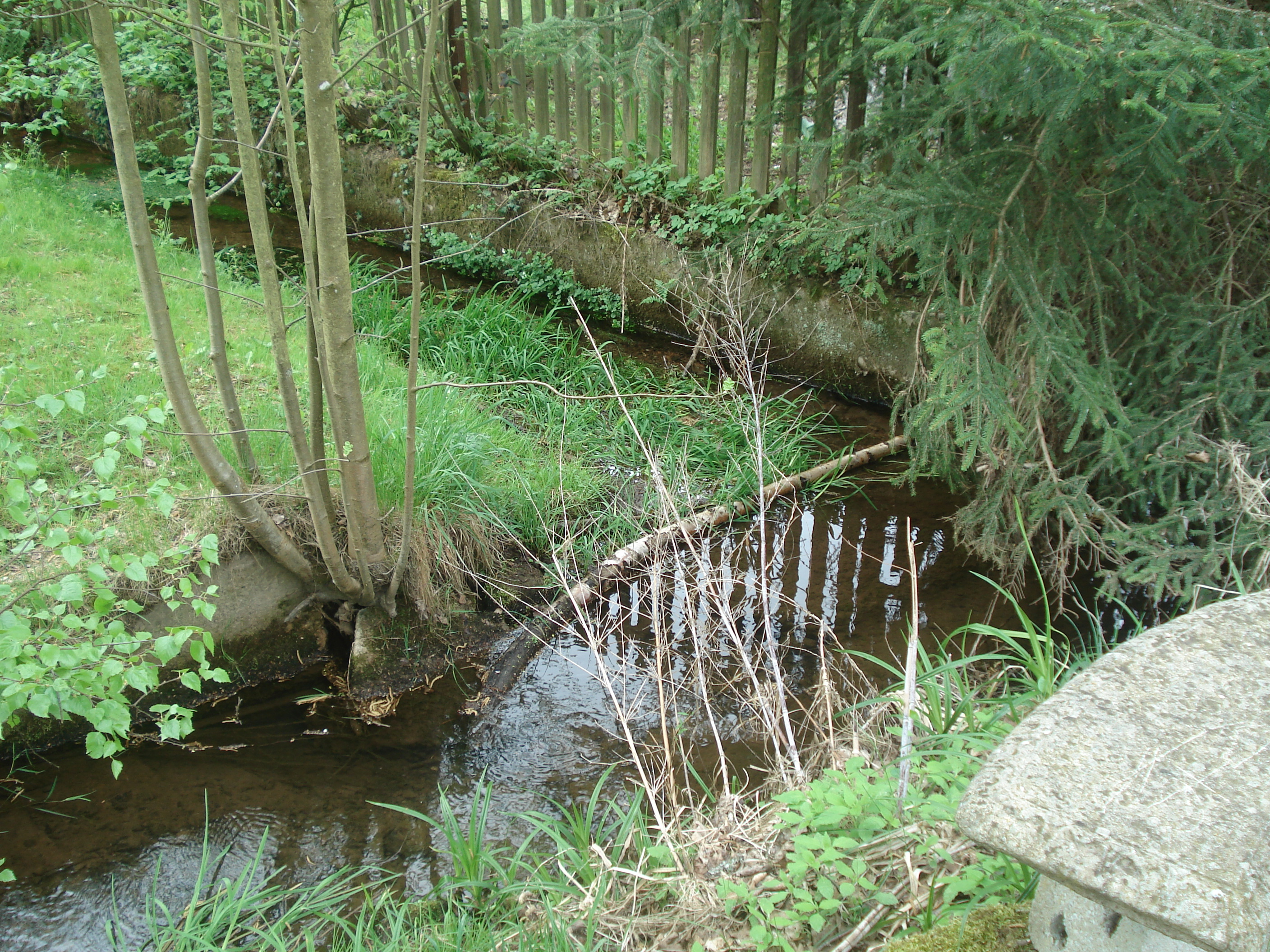

49°58′4.92″N 9°23′51.10″E / 49.9680333°N 9.3975278°E
蒂爾加滕巴赫河（德語：Tiergartenbach），是德國的河流，位於該國東南部，由巴伐利亞負責管轄，屬於哈芬洛爾河的支流，河道全長1.3公里，流域面積6平方公里。